# Robert Arnoldowitsch Suris
Robert Arnoldowitsch Suris (russisch Роберт Арнольдович Сурис; * 31. Dezember 1936 in Moskau; † 14. Mai 2024 in St. Petersburg) war ein russischer Festkörperphysiker und Hochschullehrer.

## Leben
Das Studium an der physikalisch-chemischen Fakultät des Moskauer Instituts für Stahl und Legierungen (MISiS) schloss Robert Suris 1960 mit Auszeichnung ab. Darauf arbeitete er im 1953 gegründeten Moskauer Forschungsinstitut Pulsar für Elektronikentwicklungen. 1964 wurde er nach Verteidigung seiner Kandidat-Dissertation zum Kandidaten der physikalisch-mathematischen Wissenschaften promoviert. Suris arbeitete nun im 1964 gegründeten Forschungsinstitut für physikalische Probleme in Selenograd, in dem Mikroelektronikentwicklungen stattfanden.
Suris wurde ein ausgewiesener Experte im Bereich der Physik der Festkörpernanostrukturen, der Halbleiterphysik und der Festkörperelektronik. Er gehört zu den Pionieren der Theorie der Nano-Heterostrukturen. Er entwickelte eine Theorie für die elektrischen und optischen Eigenschaften der Halbleiter-Übergitter. 1971 schlug er mit Rudolf Kazarinov das Konzept des Quantenkaskadenlasers vor. 1974 wurde Suris nach Verteidigung seiner Doktor-Dissertation zum Doktor der physikalisch-mathematischen Wissenschaften promoviert.
1988 wechselte Suris in das Physikalisch-Technische Joffe-Institut (FTI) der Akademie der Wissenschaften der UdSSR (AN-SSSR, seit 1991 Russische Akademie der Wissenschaften (RAN)) in Leningrad und wurde Leiter des Laboratoriums und dann der Abteilung für physikalische Grundlagen der Mikroelektronik.
Neben seiner Forschungstätigkeit leitete Suris von 1989 bis 2012 den Lehrstuhl für Festkörperphysik der St. Petersburger Polytechnischen Universität. 1997 wurde er zum korrespondierenden Mitglied der RAN und 2006 zum Vollmitglied der RAN gewählt. Seit 2011 leitete er den Lehrstuhl für Physik des kondensierten Zustands der Akademie-Universität der RAN in Sankt Petersburg, die 1997 als Filiale des FTI gegründet wurde und ein Forschungs- und Studienzentrum für Nanotechnologie ist. Er ist Autor bzw. Mitautor vieler  Veröffentlichungen. Sein Hirsch-Index ist 32.
Suris war mit der Tochter des Physikers Boris Nikolajewitsch Finkelstein (1902–1962) verheiratet.
Er starb am 14. Mai 2024.

## Preise
- Rank Prize der Rank Foundation (1998 mit Rudolf Kazarinov, Jérôme Faist und Federico Capasso)[8]
- Staatspreis der Russischen Föderation (2001)
- Joffe-Preis (2005)[1]